# Gesù nella mitologia comparata
Lo studio di Gesù nella mitologia comparata consiste nell'esame della narrazione della vita di Gesù nei vangeli, nelle tradizioni e nella teologia cristiani e di come questa sia collegata al cristianesimo e alle altre religioni. Benché la grande maggioranza degli studiosi del Nuovo Testamento e degli storici del Vicino Oriente antico siano concordi nell'affermare che Gesù sia storicamente esistito, molti studiosi secolari affermano anche che i vangeli contengano grandi quantità di dettagli astorici di leggende mischiate con le informazioni storiche sulla vita di Gesù. I vangeli sinottici di Luca, Marco e Matteo, l'ultimo dei quali ritrae deliberatamente Gesù come un «nuovo Mosè», sono stati pesantemente modellati dalla tradizione ebraica,. Per quanto sia altamente improbabile che gli autori dei vangeli sinottici abbiano basato direttamente alcune delle loro storie sulla mitologia pagana, è possibile che abbiano leggermente modellato i racconti dei miracoli curativi di Gesù su storie greche conosciute, come i miracoli associati ad Asclepio, Dio della medicina e delle guarigioni. Le narrazioni della natività di Matteo e Luca sono solitamente viste dagli storici secolari come leggende ideate per soddisfare le aspettative degli ebrei sul Messia.
Il Vangelo secondo Giovanni è stato influenzato indirettamente dal platonismo per via di antecedenti testi deuterocanonici ebraici e potrebbe essere stato influenzato in modo meno ovvio dal culto di Dioniso, il dio greco del vino. Tuttavia, quest'ultima possibilità è ancora dibattuta. La tramutazione dell'acqua in vino riporta delle somiglianze con storie sul dio Dioniso. Le successive tradizioni cristiane di Gesù sono state probabilmente influenzate dalla religione e dalla mitologia greco-romana. Molta dell'iconografia tradizionale di Gesù deriva apparentemente da divinità mediterranee come Asclepio, Ermes, Serapide e Zeus, e la sua tradizionale data di nascita, dichiarata tale soltanto a partire dal quinto secolo, divenne una festività romana in onore del dio del sole Sol Invictus. Durante il secondo e il terzo secolo, mentre si espandeva il cristianesimo, prosperava anche il mitraismo: nonostante le relazioni tra le due religioni siano ancora oggetto di dibattito, gli apologeti cristiani di allora notarono alcune somiglianze, considerate come appropriazioni da alcuni studiosi, ma che sono più probabilmente il risultato di un ambiente culturale condiviso. Sono state fatte altre comparazioni generali tra le storie sulla nascita e la risurrezione di Gesù e di altre figure eroiche o divine provenienti dal mondo mediterraneo, tra cui le supposte divinità Osiride-Dioniso come Attis, Adone, Dioniso, Osiride e Tammuz, per quanto il concetto di divinità Osiride-Dioniso abbia ricevuto alcune critiche.

## Materiale leggendario nei vangeli

### Vangeli sinottici
La grande maggioranza degli studiosi del Nuovo Testamento sono concordi nell'affermare che Gesù sia storicamente esistito. Alcuni studiosi hanno criticato il sapere accademico su Gesù per i pregiudizi religiosi o la mancanza di validità storico-critica, ma con poche eccezioni la maggior parte di essi supporta la sua storicità e rifiuta la teoria del mito, secondo la quale egli non sarebbe mai esistito. Tra gli studiosi vi è un diffuso dissenso sull'accuratezza dei dettagli della vita di Gesù così com'è descritta nelle narrazioni dei vangeli e sul significato dei suoi insegnamenti. Gli unici due eventi soggetti ad un «assenso quasi universale» sono il battesimo per opera di Giovanni Battista e la crocifissione su ordine del prefetto romano Ponzio Pilato. Inoltre, è anche generalmente, ma non universalmente, accettato che Gesù fosse un ebreo galileiano che chiamò a sé dei discepoli e le cui attività erano confinate alla Galilea e alla Giudea, che ebbe una controversia nel tempio e che, dopo la sua crocifissione, il suo ministero venne continuato da un gruppo dei suoi discepoli, alcuni dei quali sono stati perseguitati.

## Confronti generali
Alcuni aspetti della vita di Gesù riportati nei vangeli presentano somiglianze con varie altre figure, sia storiche che mitologiche. I sostenitori della teoria del mito di Cristo spesso esasperano queste somiglianze nello sforzo di giustificare che egli non sia mai esistito come figura storica. Maurice Casey, professore emerito di lingue e letteratura neotestamentali presso l'Università di Nottingham, scrive che questi parallelismi non indicano in alcun modo che Gesù sia stato inventato basandosi su un «uomo divino» pagano, ma semplicemente indicano che egli non fosse perfettamente unico, come invece molti cristiani evangelici spesso affermano.

### Nascita miracolosa
La mitologia classica è piena di racconti di nascite miracolose di diverso tipo, ma, nella maggior parte dei casi di progenie divina, il padre è un dio che compie rapporti sessuali con la madre, una donna mortale, generando così un bambino metà uomo e metà dio. Un possibile precursore pagano della storia della nascita da una vergine è una leggenda ateniese raccontata dal mitografo Pseudo-Apollodoro. Secondo questo racconto, una volta Efesto tentò di violentare Atena, la dea vergine della saggezza, ma lei lo spinse via, facendolo eiaculare sulla sua coscia. Atena spazzò via il seme con un ciuffo di lana che gettò nella polvere, impregnando Gaia e facendole dare alla luce Erittonio, che adottò come proprio figlio. Pertanto, fu dunque in grado di produrre un «figlio» senza perdere la verginità. Il mitografo romano Gaio Giulio Igino registrò una storia simile, in cui Efesto chiese a Zeus di permettergli di sposare Atena, poiché era stato lui a romperle il cranio, consentendole di nascere. Zeus dunque acconsentì e i due si sposarono, ma, quando Efesto stava per consumare l'unione, Atena svanì dal letto nuziale, facendolo eiaculare sul pavimento, impregnando così Gaia di Erittonio.